# 山口町 (阿南市)
山口町（やまぐちちょう）は、徳島県阿南市の町名。2014年3月31日現在の人口は1,128人、世帯数は419世帯。郵便番号は〒779-1403。

## 地理
阿南市の中央部に位置する。新野町から北上してきた桑野川が東へ流路を変える。
|        | 西       | 東     | 北             | 南     |
| ------ | -------- | ------ | -------------- | ------ |
| 山口町 | 阿瀬比町 | 桑野町 | 長生町・加茂町 | 新野町 |

土質が石灰分を含み、ミカン栽培に適することもあって、古くからミカンの栽培が盛んである。近年ではハウス栽培のミカン作りがされており、当地の重要な産物となっている。

### 河川
- 桑野川
- 北谷川

### 小字
- 壱万
- 内田
- 大久保
- 北谷
- 北山
- 串坂
- 白池
- 末広
- 杉谷
- 中コソ
- 久延
- 平野
- 舟子田
- 前山田
- 南谷
- 元長
- 森国
- 吉宗
- 蓮花寺

## 観光

### 公園
- やまぐちロードオアシス
- 南部健康運動公園

### 寺
- 常光寺
- 蓮光寺
- 蓮花寺

### 神社
- 榊神社
- 秋葉神社
- 日吉神社
- 日吉神社
- 壱岐神社

## 施設

### 企業
- 四国化工機 阿南食品工場
- あなんトマトファクトリー株式会社
- 阿南緑化有限会社

### 商業・飲食店
- ローソン阿南山口町店
- 全日食チェーン 山口ストアー
- パン工房 ゆいまーる

### 公共施設
- 山口小学校
- 桑野公民館
- 桑野グラウンド
- 山口郵便局
- 阿南市山口保育所

## 交通

### 道路
- 国道195号
- 徳島県道284号山口鉦打線

### 路線バス
徳島バス南部
- 内田東
- 内田
- 山口下
- 山口中
- 山口上
- 北谷

## 歴史
江戸期から町村制の施行された明治22年にかけては那東郡および那賀郡の村であった。寛文4年より那賀郡に属す。
明治22年に同郡桑野村、そして昭和15年より桑野町の大字となる。昭和30年より富岡町の大字となる。昭和33年に阿南市が誕生し、現在の町名となる。